# 伊江島空港
伊江島空港（いえじまくうこう、英: Iejima Airport）は、沖縄県国頭郡伊江村（伊江島）にある地方管理空港である。米軍訓練空域内にあるため運用等の制限や利用客が少なくなったことから、1977年（昭和52年）2月以降、定期便は就航していない。

## 概要
1975年（昭和50年）7月に開催された沖縄国際海洋博覧会の関連事業として開港している。伊江島の中心部あたりに設置されているが、元々は戦前、日本陸軍によって作られた「伊江島東飛行場」がベースとなっており、第二次世界大戦後の連合国軍（アメリカ軍）の施設占領と返還を経て、再整備の上で新たにターミナルが建設された。
現在も自家用小型飛行機の訓練受け入れや、救急患者を移送する必要性から職員を配置し稼動している。島の西側にはアメリカ軍の演習場となっている伊江島補助飛行場があり、その滑走路は平行して設置されている。空域もアメリカ軍空域内のために運用の制限がある。
現在はエクセル航空によるチャーター便の運航がある。

## かつての就航路線
2008年（平成20年）10月までエアードルフィンによるチャーター便が那覇空港との間に運航されていたが、同社の事業休止により、現在に至るまで定期便は再開されていない。

## 沿革
- 1973年（昭和48年）11月17日 - 設置者を沖縄県とし伊江島空港建設許可
- 1974年2月8日 - 第三種空港に政令指定
- 1975年7月20日 - 供用開始（滑走路1,500m）[9]
  - 同海洋博覧会期間中は南西航空と全日空のYS-11型機が就航。翌年7月24日からは、これまでのYS-11型機に代えて南西航空のDHC-6型機が運航を開始した[10]。
- 1977年2月5日 - 定期便運航休止
- 2008年（平成20年）6月18日 - 政令指定に伴い、地方管理空港となる
- 2018年6月16日 - 台風6号の接近に伴う突風で格納庫の屋根が飛んだり、ターミナルの駐機場側の窓ガラスが割れるなどの被害が生じた[11]
- 2022年（令和4年）3月12日 - 小型機がタッチアンドゴーの訓練中、空港南側のフェンスを突き破り、敷地内の草地に墜落、炎上。乗員2人が死亡した[12][13]

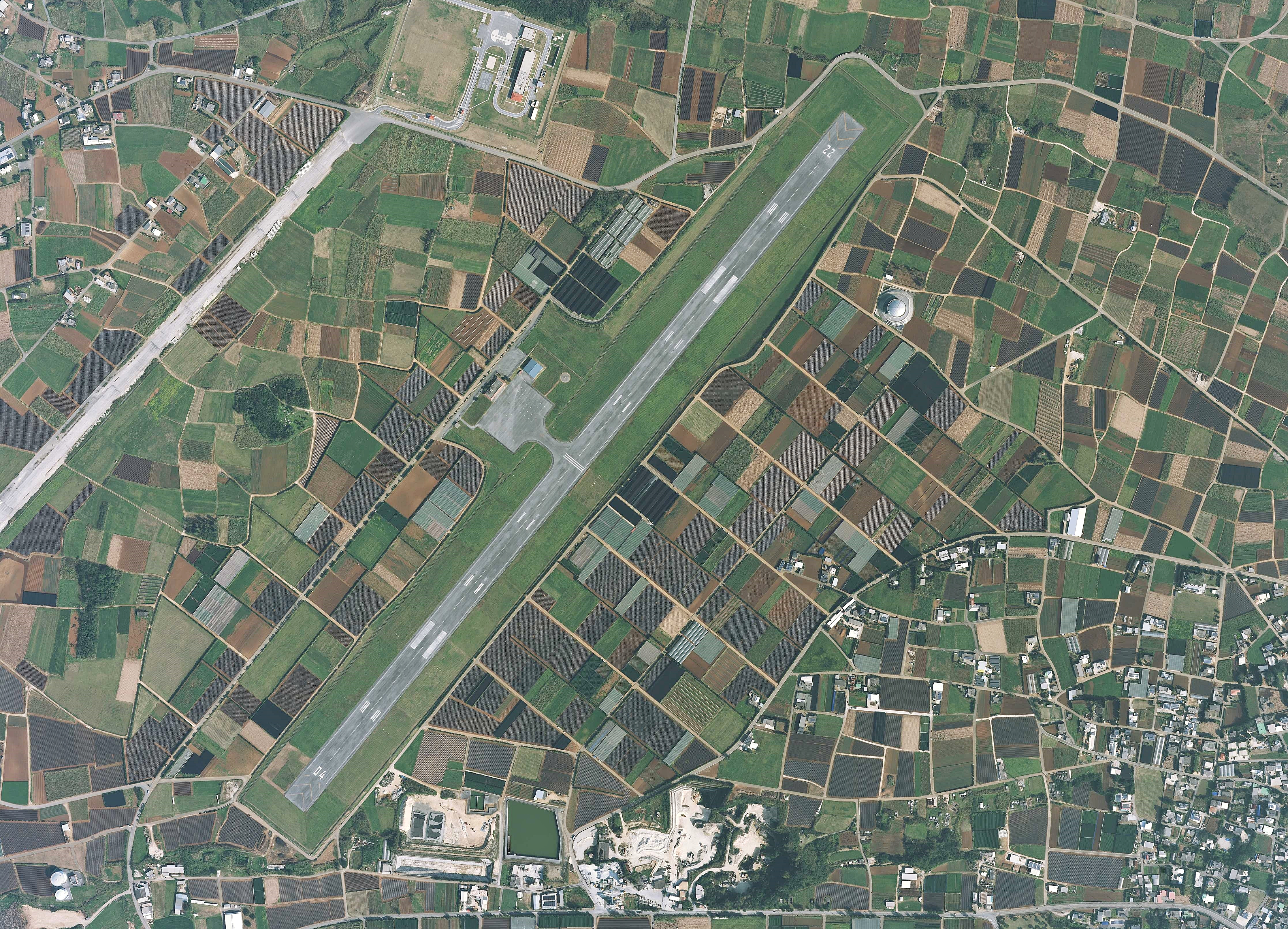
伊江島空港の空中写真（2018年）

伊江島空港付近の空中写真。右側の滑走路が伊江島空港。真ん中の滑走路は伊江島補助飛行場。左側の滑走路は米軍施設である。
。1977年撮影の5枚を合成作成。

## 施設
- 建物は平屋建て。職員が常駐している。

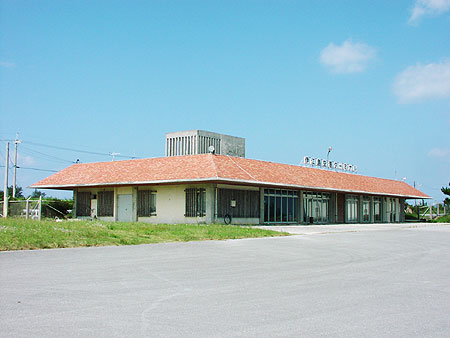
伊江島空港の管理区域側から撮影
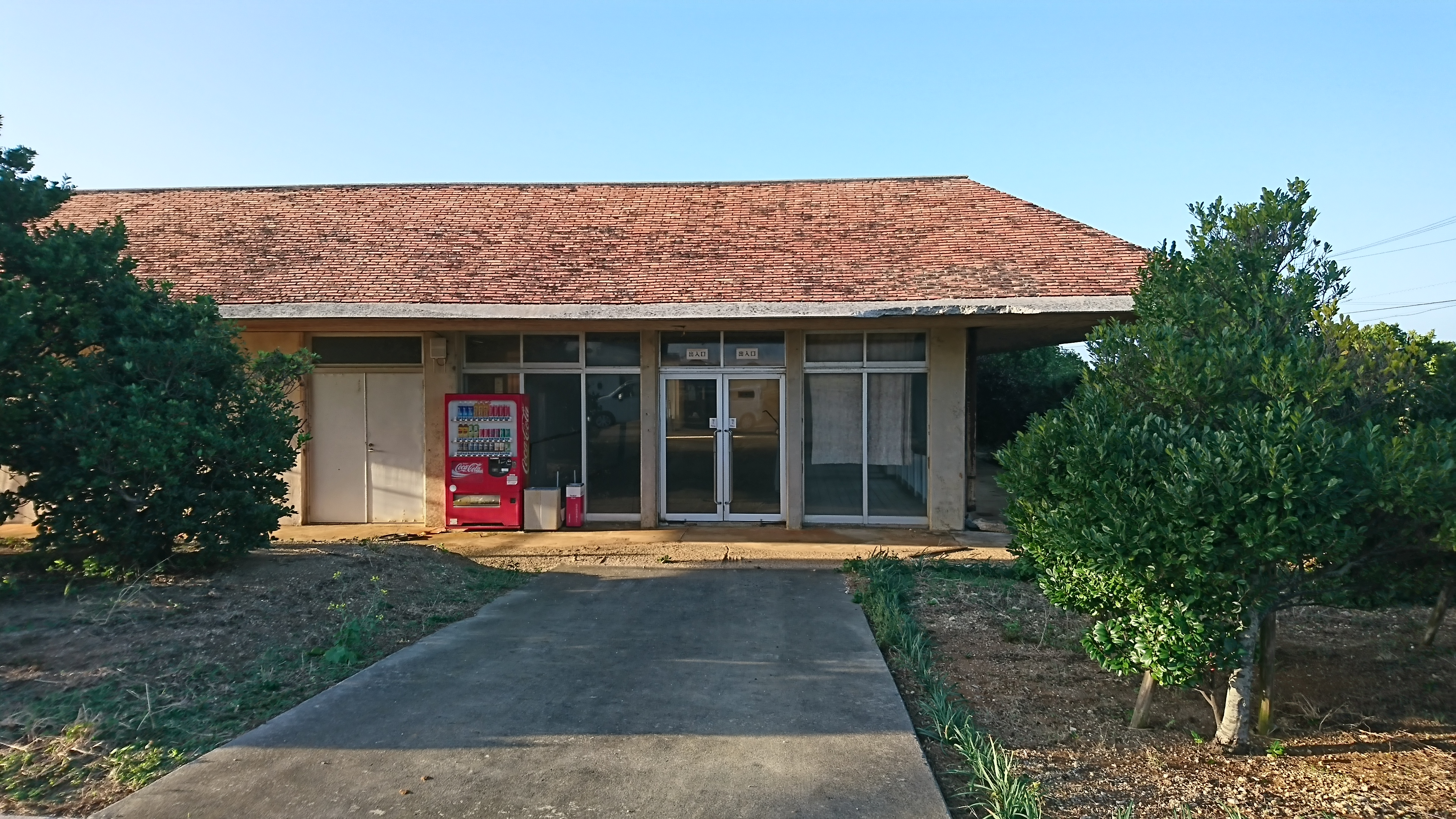
空港の施設出入口
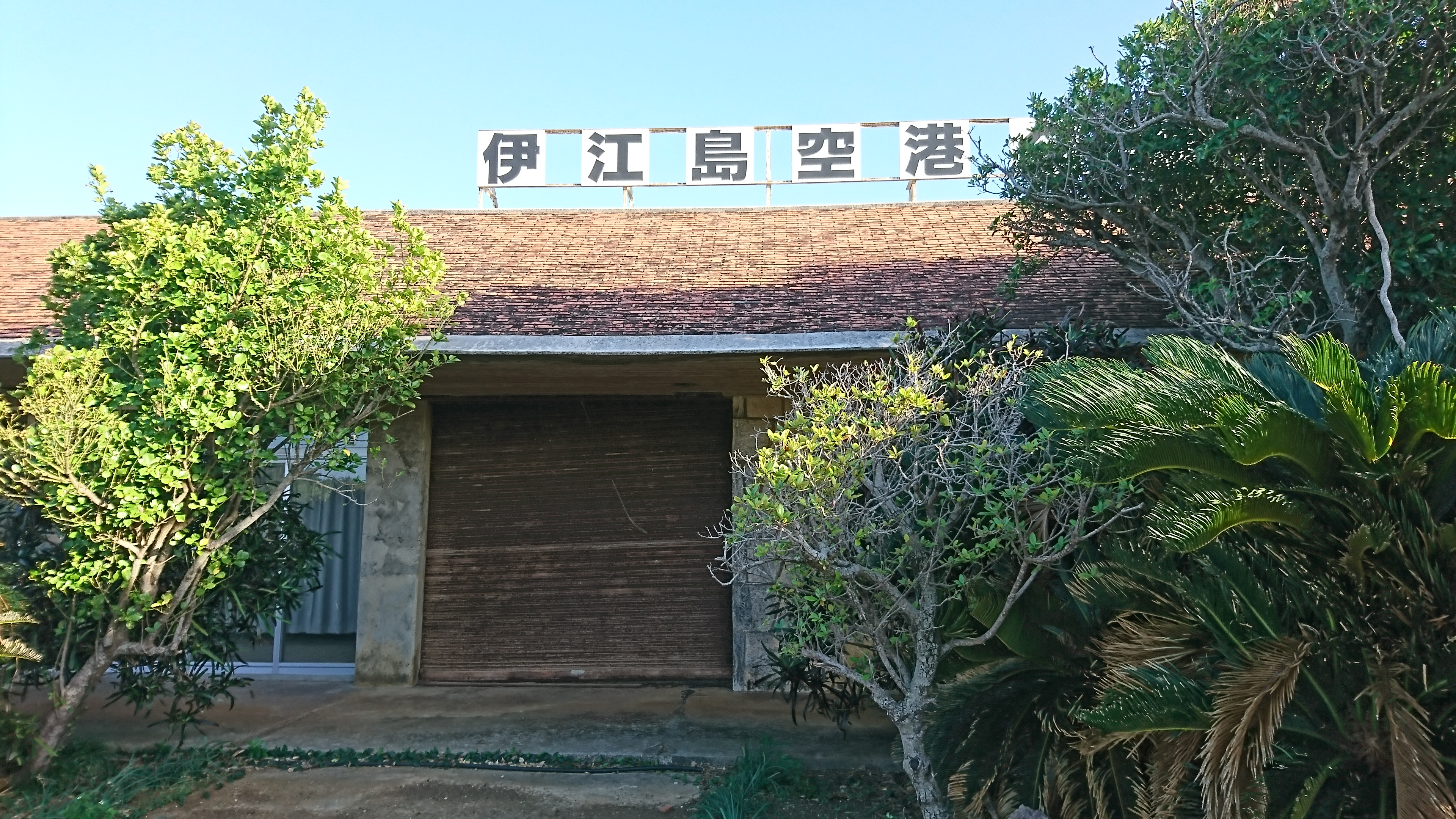
錆びたシャッターで閉ざされた空港ターミナル正面出入口
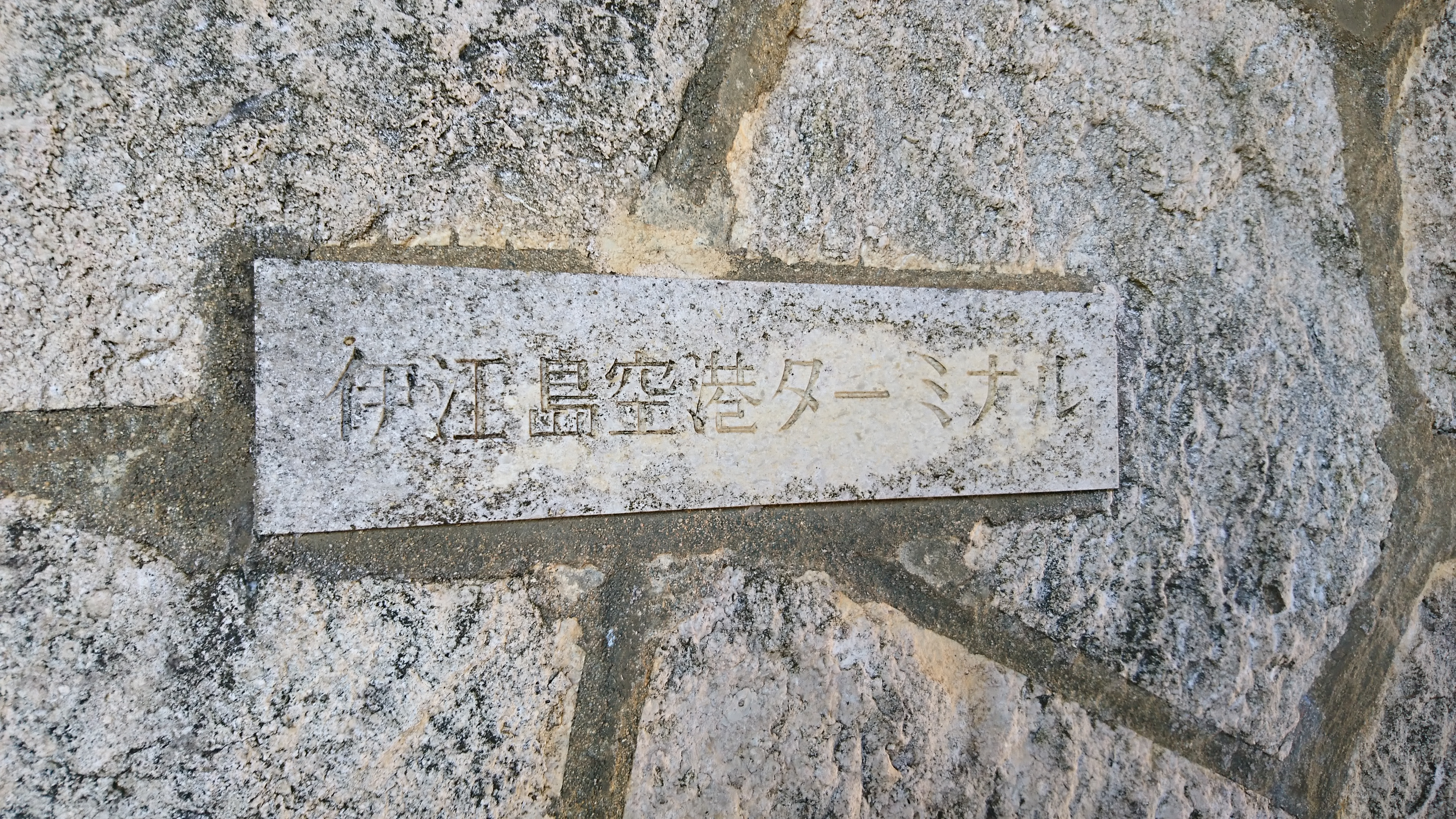
伊江島空港ターミナルの石版